# Two Lost Worlds
Two Lost Worlds è un film del 1950 diretto da Norman Dawn.
Pellicola di fantascienza-avventura distribuita dalla Eagle-Lion Classics Inc.

## Trama
Oceania 1830. Un'imbarcazione americana viene attaccata da un gruppo di pirati provenienti dalle Nuove Ebridi. L'inseguimento e la rivalità terminano in un'isola vulcanica, abitata da dinosauri.

## Produzione
Non ci sono effetti speciali originali sui dinosauri. Essi appaiono solo a 58 minuti dall'inizio del film, durante la bobina finale, e sono stati ripresi da filmati di repertorio del film Sul sentiero dei mostri (1940).
Il film è stato girato nel Red Rock Canyon State Park a Cantil, in California.